# Federal Hall National Memorial
Conçu par Pierre-Charles L'Enfant, le Federal Hall, situé au 26, Wall Street a été l'emplacement du premier hôtel-de-ville de New York, et du premier Capitole des États-Unis. Le bâtiment d'origine a été détruit en 1812 et remplacé par la structure actuelle, le premier bureau des douanes de New York. Le bâtiment appartient maintenant au National Park Service sous le nom de Federal Hall National Memorial, un musée qui célèbre le souvenir du bâtiment précédent. Il est inscrit sur le Registre national des lieux historiques.
Federal Hall est, avec le National City Bank Building, le plus ancien immeuble de Wall Street. Une statue de George Washington de 1882 du sculpteur John Quincy Adams Ward devant l'entrée rappelle que c'est là que le premier président américain prononça son serment d'investiture en 1789. Son architecture de style Greek Revival contraste avec les gratte-ciel environnants.

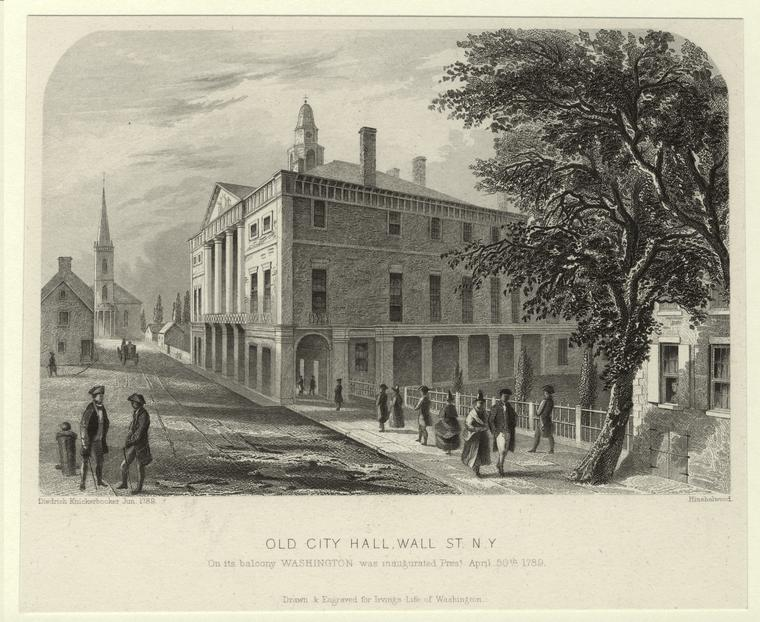
Le premier Federal Hall en 1789.
Façade en 1937.
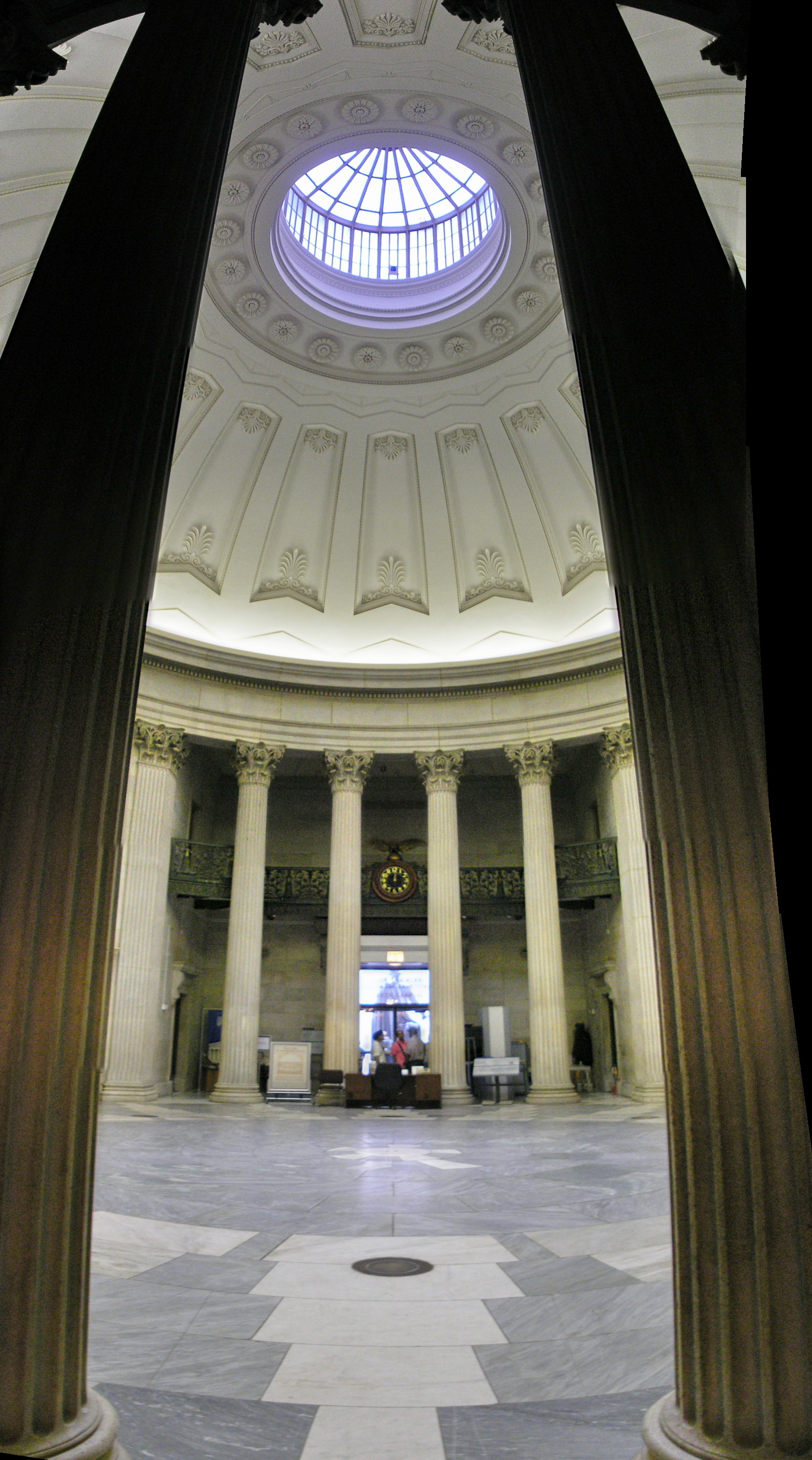
Coupole intérieure.
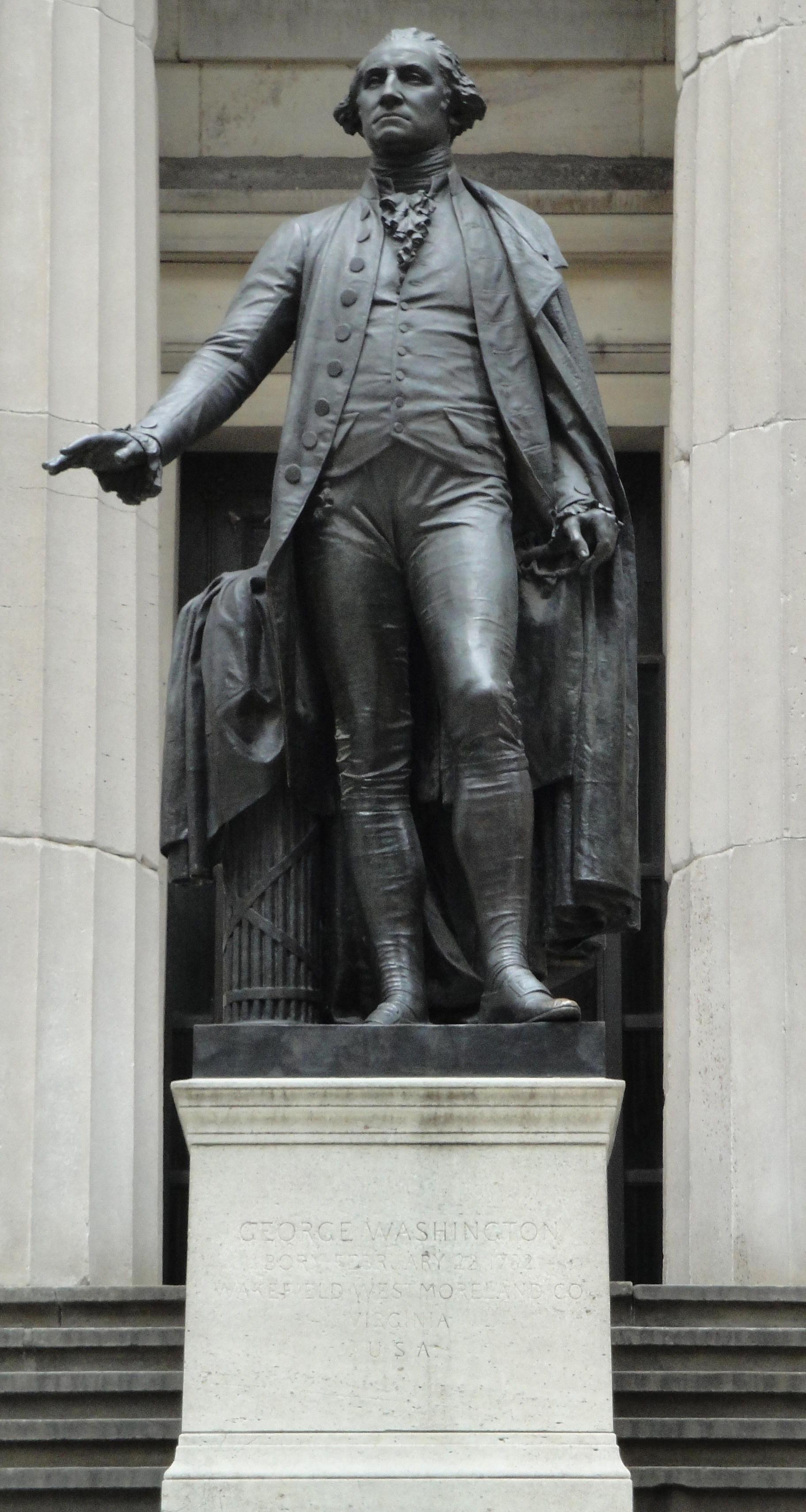
La statue de Washington.